# Théories de l'interprétation juridique
 (août 2017).
- Si vous ne connaissez pas le sujet, laissez ce bandeau (vous pouvez alors contacter les auteurs).
- Si vous supprimez le contenu mis en cause (vous pouvez préalablement contacter les auteurs),

argumentez précisément cette suppression dans la page de discussion
(un manque de référence n'est pas un argument ; une recherche réelle de référence doit avoir été effectuée, être formellement documentée).
Les théories de l'interprétation juridique s'intéressent, d'une part, à la manière effective dont se pratique l'interprétation dans le domaine juridique, et d'autre part, de la façon dont elle devrait se pratiquer. D'une manière générale, ces théories se concentrent sur l'interprétation de la loi par les juges.

## Courant réaliste vs. courant légicentriste
Il y a de nombreuses conceptions descriptives, du fonctionnement de l'interprétation juridique, et d'autres, davantage prescriptives. Ainsi, les réalistes (courant représenté, aux États-Unis, par le juge Holmes, entre autres, et en Scandinavie, par Hägerström, etc.) insistent sur l'aspect créateur de droit de l'interprétation juridique: pour eux, lorsqu'un juge interprète la loi, ou la Constitution, il y a nécessairement une part subjective et arbitraire qui rentre dans cette interprétation. Autrement dit, c'est le juge qui dit ce qui est la loi; ou encore, ce que dit le juge devient le droit.
Cette conception réaliste s'oppose radicalement au légicentrisme ou à la conception de Montesquieu, selon laquelle le juge doit seulement être la « bouche de la loi »: l'interprétation des juges, selon ce courant, n'a aucune portée créatrice de droit, et le juge n'est qu'un simple intermédiaire entre la loi générale et son application au cas particulier. On parle en ce cas de syllogisme judiciaire : étant donné tel cas particulier, le juge doit appliquer telle loi. Le légicentrisme est étroitement lié à la théorie de la séparation des pouvoirs, selon laquelle le législateur, émanation de la volonté souveraine, doit formuler des lois générales, et le pouvoir judiciaire se contenter de leur application dans les cas particuliers.

## L'activisme judiciaire ou le « pouvoir des juges »
Un des nombreux débats au sujet de l'interprétation juridique porte sur la question de savoir si, d'une part, il y a un pouvoir créateur du juge lorsqu'il interprète une norme juridique, et d'autre part, si, le cas échéant, il faut reconnaître ce pouvoir. On peut en effet admettre qu'il y ait un tel pouvoir créateur, de facto, sans vouloir le reconnaître de jure, de peur d'encourager ce que certains critiques appellent, aux États-Unis, l'« activisme judiciaire », ou, en Europe, le « gouvernement des juges ».

## Critiques du légicentrisme
La conception légicentriste, qui refuse tout pouvoir d'initiative au juge, fait d'abord l'impasse sur son pouvoir en ce qui concerne la qualification des faits (en droit pénal, tel fait sera-t-il qualifié en tant que vol ou en tant qu'extorsion?). Il peut, en effet, y avoir, dans certains cas, plusieurs solutions possibles pour qualifier un fait (par exemple, tel acte relève-t-il d'un acte de guerre, ou d'un acte terroriste?).

## L'interprétation en droit
De manière générale, l'interprétation de la loi est stricte.
Sous l'Ancien Régime, le juge avait un pouvoir fort, c'est-à-dire qu'il avait une grande liberté quant à la décision de la punition à appliquer.
Après la Révolution, le pouvoir du juge a largement été diminué en raison de l'hostilité que le peuple lui portait. Mais également, afin de réduire les jugements arbitraires tels que la lettre de cachet qui étaient la coutume avant la Révolution.
Cependant après 1810 le pouvoir du juge se met de nouveau à augmenter. On peut l'illustrer par les différents codes pénaux en vigueur:
- Code de 1791: les peines sont fixes, il y a donc zéro pouvoir du juge.
- Code de 1810: le système est assoupli. On met en place le système de fourchette, c'est-à-dire qu'il y a un minimum et un maximum.
- Loi de 1837 la monarchie de Juillet (dirigée par Louis-Philippe) met en place les circonstances atténuantes.
- Code de 1994, il supprime la notion de minimum sauf en matière criminelle (un minimum de 2 ans pour la perpétuité et d'un an lorsque l'on risque 30 ans). Juridiquement, il n'y a plus de notion de circonstances atténuantes.

Le principe de la légalité des délits et des peines impose aux magistrats de déterminer l'exacte qualification des faits poursuivis.
En effet, la norme pénale se doit d'avoir une interprétation claire et précise.
Les juges doivent donc constater l'existence des circonstances exigées par la loi pour que les faits soient punissables. Faute de texte, aucune infraction ne peut être constituée, peu importe que le comportement apparaisse immoral ou socialement dangereux. Ainsi, par exemple, le suicide, l'adultère, ou encore l'inceste entre majeurs ne peuvent être pénalement réprimés.
Ce principe de légalité a pour corollaire obligatoire celui de l'interprétation stricte de la loi pénale.